# Murusraptor
Murusraptor (il cui nome significa "ladro del muro") è un genere estinto di dinosauro teropode megaraptora vissuto nel Cretaceo superiore, circa 93-89 milioni di anni fa, in quella che oggi è la Formazione Sierra Barrosa, facente parte del Gruppo Neuquén della Patagonia, in Argentina, Sud America. L'unica specie ascritta a questo genere è M. barrosaensis, e la specie è nota solamente per un singolo esemplare che consiste in un teschio parziali, alcune costole, pelvi parziali, parte di una gamba e altri elementi scheletrici assortiti.

## Descrizione

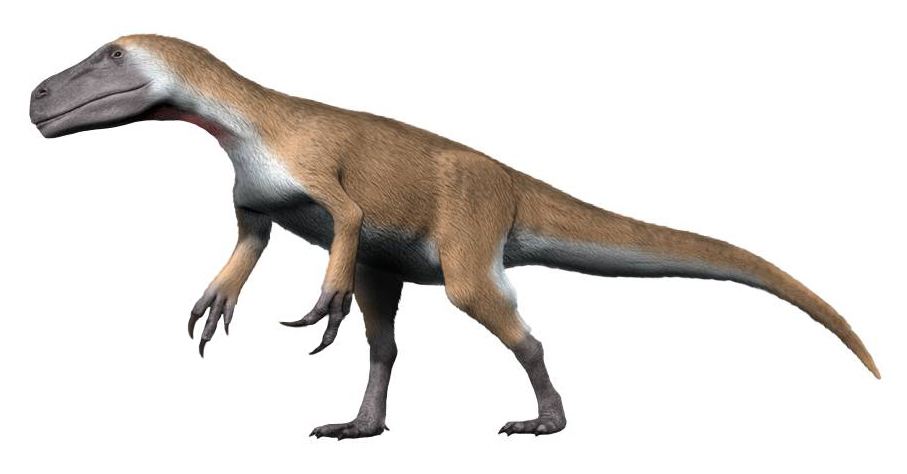
Ricostruzione grafica di M. barrosaensis

Nonostante sia conosciuto solo per resti frammentari, i paleontologi, dallo studio dell'olotipo, hanno stimato che l'esemplare in questione di Murusraptor era lungo circa 6,4 metri (21 ft), tuttavia si trattava di un esemplare giovane, come indicato dalle suture non saldate della sua scatola cranica; perciò sarebbe potuto crescere ancora. Delle analisi dello scheletro, inoltre, hanno rivelato caratteristiche anatomiche sconosciute dei megaraptora, in particolare del cranio e dei fianchi. Un'analisi della parte posteriore del cranio indica inoltre, che come i suoi parenti più stretti Megaraptor e Australovenator, anche il Murusraptor possedeva un muso stretto e allungato. È inoltre interessante notare che le costole sacrali sono cave.

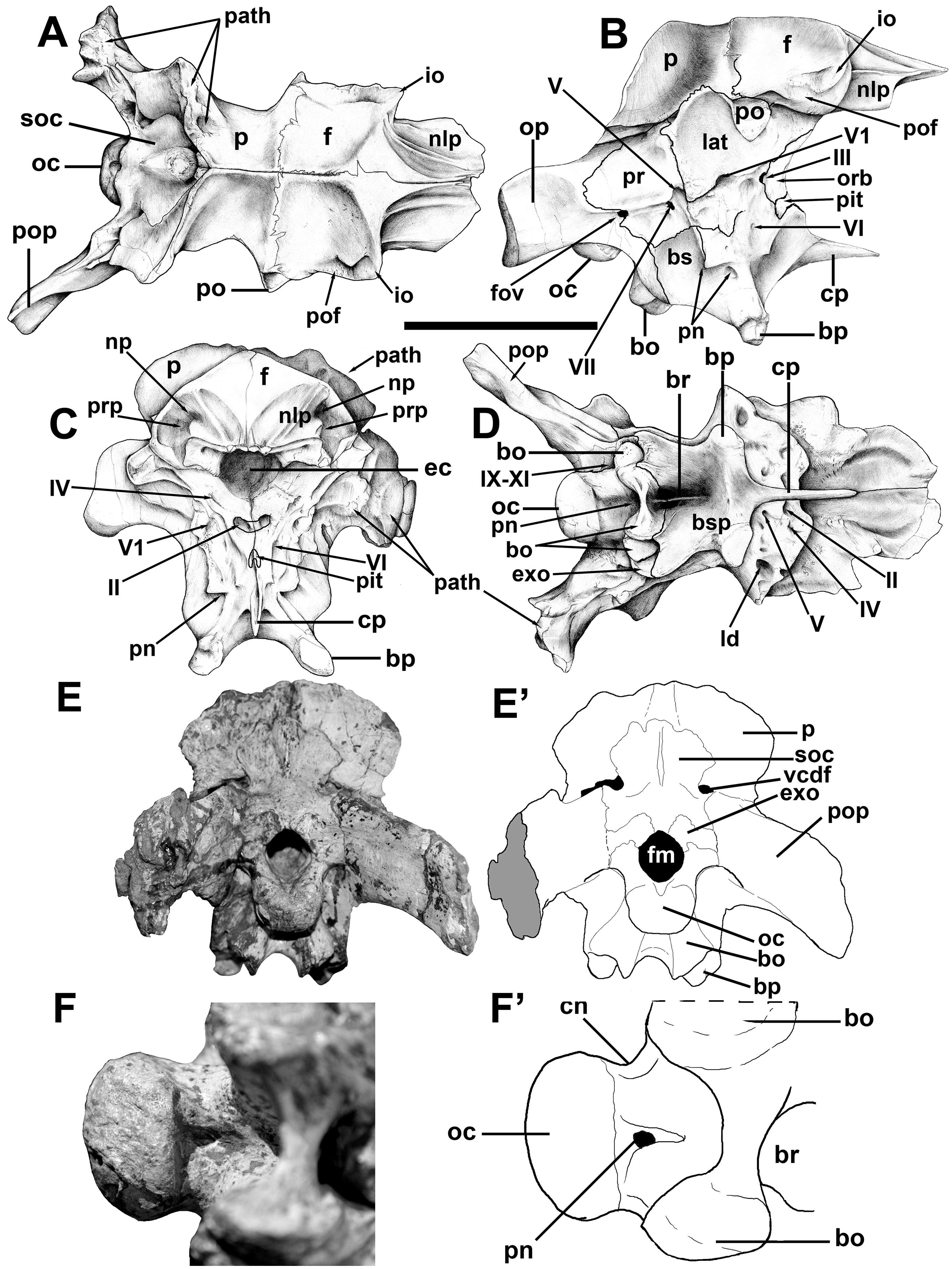
Illustrazione e foto della scatola cranica; in E è visibile che la metà sinistra è deformata

Nei loro studi sul fossile, i paleontologi Coria e Currie hanno stabilito diverse autapomorfie in Murusraptor. Il ramo anteriore dell'osso lacrimale è più lungo del ramo discendente ed è alto. Nella mandibola, il surangulare mostra un rilievo osso nel suo lato esterno, sotto la scanalatura tra l'apertura surangulare anteriore e la tacca per il ramo superiore posteriore del dentario, contribuendo al giunto lato. Le costole sacrali sono cave e tubolari. L'Ischio è breve, e trasversalmente e verticalmente appiattito e un po' allargato. Queste ultime due caratteristiche sono inequivocabili autapomorfie, in quanto sono univoche all'interno di Theropoda.
Inoltre, una combinazione unica di caratteristiche è presente anche nella scatola cranica. Il processus basipterygoidei è situato sul lato inferiore anteriore del basisfenoide mentre l'ingresso della profonda depressione del basisphenoideus recessus è diretto obliquamente verso l'alto e verso la parte posteriore. Il basisfenoide mostra un ampio incavo superficiale tra i basilaria tubera e il basipterygoidei processus. Le ossa Chevron sono piuttosto dritte.

## Classificazione

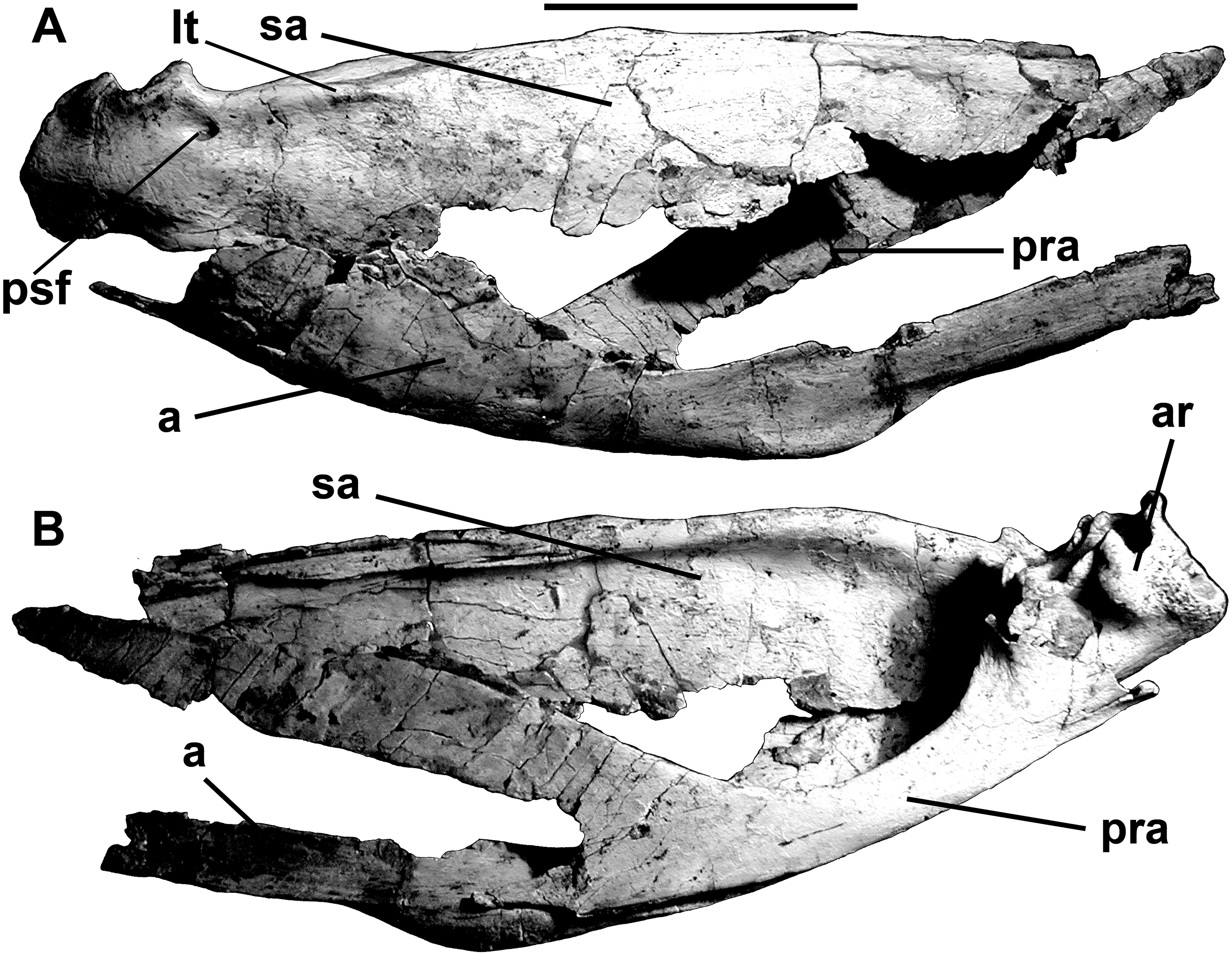
Parte posteriore della mandibola

Il Murusraptor è un megaraptora, uno di un gruppo di grandi dinosauri predatori la cui esatta classificazione rimane controversa. Una volta che si riteneva che fossero dei dromaeosauridi, ma in seguito la loro classificazione rimane incerta tra chi li considera carnosauri allosauroidi e chi i considera coelurosauri tirannosauroidi. Sebbene Currie e Coria (2016) non si sbilancino nella collocazione di megaraptora in tetanurae, testando sia l'ipotesi allosauroide che quella tirannosauroide, i nuovi dati portati da Murusraptor aggiungono più sostegno alla seconda ipotesi rispetto alla prima.
Il cladogramma di seguito condotto da Coria e Currie (2016). Un altro studio pubblicato nel corso del 2010, ha notato che il teropode australiano Rapator era un megaraptora estremamente simile ad Australovenator.
|  | Fukuiraptor     |
|  |                 |
|  | Australovenator |
|  |                 |

|  | Megaraptor  |
|  |             |
|  | Murusraptor |
|  |             |
|  | Aerosteon   |
|  |             |
|  | Orkoraptor  |
|  |             |

|  | Fukuiraptor     |
|  |                 |
|  | Australovenator |
|  |                 |

|  | Megaraptor  |
|  |             |
|  | Murusraptor |
|  |             |
|  | Aerosteon   |
|  |             |
|  | Orkoraptor  |
|  |             |

|  | Fukuiraptor     |
|  |                 |
|  | Australovenator |
|  |                 |

|  | Megaraptor  |
|  |             |
|  | Murusraptor |
|  |             |
|  | Aerosteon   |
|  |             |
|  | Orkoraptor  |
|  |             |

|  | Fukuiraptor     |
|  |                 |
|  | Australovenator |
|  |                 |

|  | Megaraptor  |
|  |             |
|  | Murusraptor |
|  |             |
|  | Aerosteon   |
|  |             |
|  | Orkoraptor  |
|  |             |

|  | Fukuiraptor     |
|  |                 |
|  | Australovenator |
|  |                 |

|  | Megaraptor  |
|  |             |
|  | Murusraptor |
|  |             |
|  | Aerosteon   |
|  |             |
|  | Orkoraptor  |
|  |             |

|  | Fukuiraptor     |
|  |                 |
|  | Australovenator |
|  |                 |

|  | Megaraptor  |
|  |             |
|  | Murusraptor |
|  |             |
|  | Aerosteon   |
|  |             |
|  | Orkoraptor  |
|  |             |

|  | Fukuiraptor     |
|  |                 |
|  | Australovenator |
|  |                 |

|  | Megaraptor  |
|  |             |
|  | Murusraptor |
|  |             |
|  | Aerosteon   |
|  |             |
|  | Orkoraptor  |
|  |             |

|  | Fukuiraptor     |
|  |                 |
|  | Australovenator |
|  |                 |

|  | Megaraptor  |
|  |             |
|  | Murusraptor |
|  |             |
|  | Aerosteon   |
|  |             |
|  | Orkoraptor  |
|  |             |

|  | Fukuiraptor     |
|  |                 |
|  | Australovenator |
|  |                 |

|  | Megaraptor  |
|  |             |
|  | Murusraptor |
|  |             |
|  | Aerosteon   |
|  |             |
|  | Orkoraptor  |
|  |             |

|  | Fukuiraptor     |
|  |                 |
|  | Australovenator |
|  |                 |

|  | Megaraptor  |
|  |             |
|  | Murusraptor |
|  |             |
|  | Aerosteon   |
|  |             |
|  | Orkoraptor  |
|  |             |

|  | Fukuiraptor     |
|  |                 |
|  | Australovenator |
|  |                 |

|  | Megaraptor  |
|  |             |
|  | Murusraptor |
|  |             |
|  | Aerosteon   |
|  |             |
|  | Orkoraptor  |
|  |             |

|  | Fukuiraptor     |
|  |                 |
|  | Australovenator |
|  |                 |

|  | Megaraptor  |
|  |             |
|  | Murusraptor |
|  |             |
|  | Aerosteon   |
|  |             |
|  | Orkoraptor  |
|  |             |

|  | Fukuiraptor     |
|  |                 |
|  | Australovenator |
|  |                 |

|  | Megaraptor  |
|  |             |
|  | Murusraptor |
|  |             |
|  | Aerosteon   |
|  |             |
|  | Orkoraptor  |
|  |             |

|  | Fukuiraptor     |
|  |                 |
|  | Australovenator |
|  |                 |

|  | Megaraptor  |
|  |             |
|  | Murusraptor |
|  |             |
|  | Aerosteon   |
|  |             |
|  | Orkoraptor  |
|  |             |

|  | Fukuiraptor     |
|  |                 |
|  | Australovenator |
|  |                 |

|  | Megaraptor  |
|  |             |
|  | Murusraptor |
|  |             |
|  | Aerosteon   |
|  |             |
|  | Orkoraptor  |
|  |             |

|  | Fukuiraptor     |
|  |                 |
|  | Australovenator |
|  |                 |

|  | Megaraptor  |
|  |             |
|  | Murusraptor |
|  |             |
|  | Aerosteon   |
|  |             |
|  | Orkoraptor  |
|  |             |

## Storia della scoperta

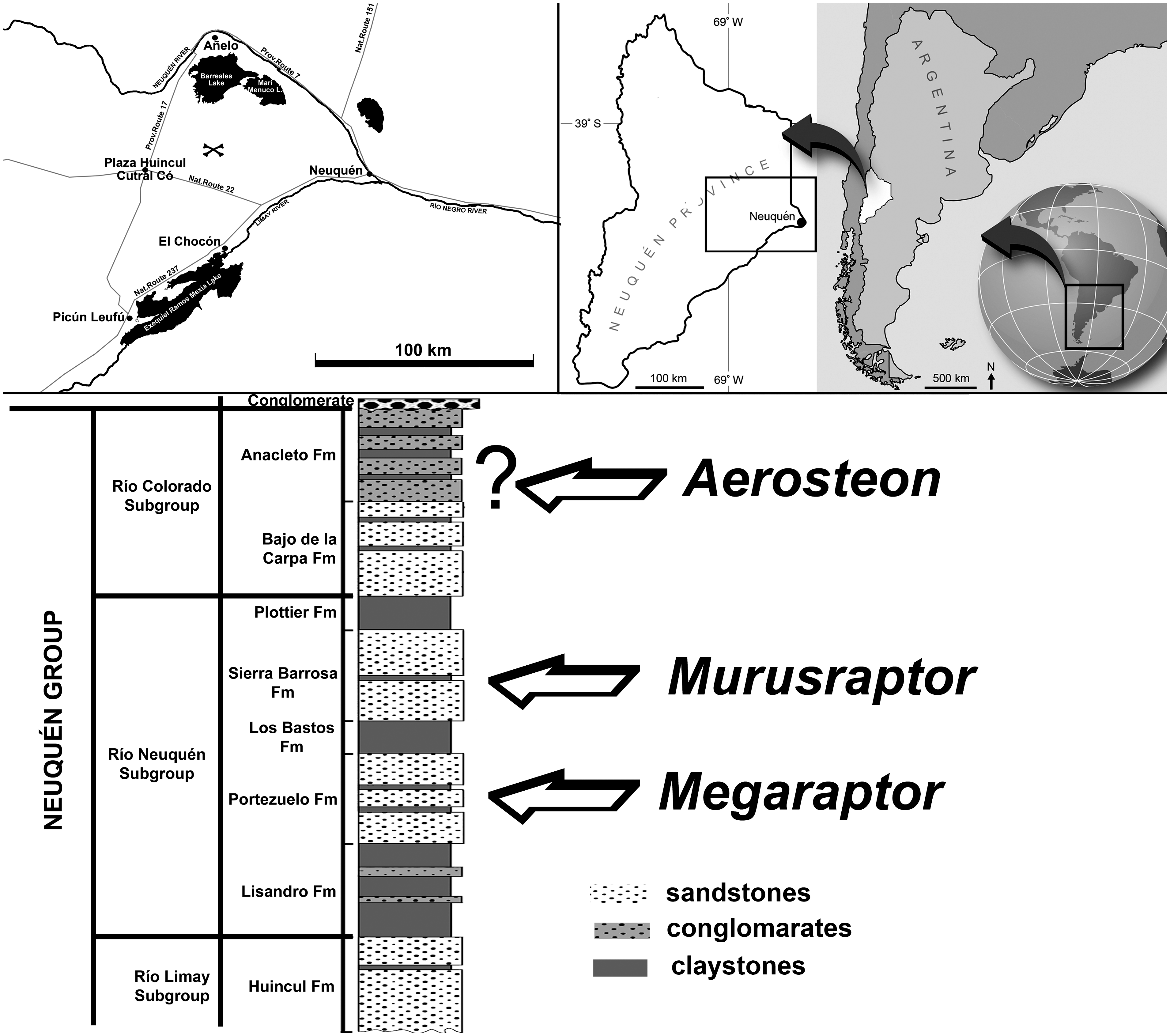
Locazione della scoperta dell'olotipo di Murusraptor

Nel 2001, Sergio Saldivia, preparatore del Museo Carmen Funes, a nordest di Plaza Huincul, scoprì nella parete di un canyon lo scheletro di un dinosauro carnivoro, sconosciuto alla scienza. Nel corso dello stesso anno e nel 2002, i resti sono stati preparati e portati al museo.
Nel 2016, è stata finalmente descritta la specie tipo Murusraptor barrosaensis, da Rodolfo Anibal Coria e Philip J. Currie. Il nome generico, Murusraptor, è una combinazione della parola latina murus ossia "muro", in riferimento alla parete del canyon in cui è stato trovato, e raptor ossia "ladro". Il nome specifico, barrosaensis, si riferisce alla provenienza del fossile, ossia la Formazione Sierra Barrosa.
L'olotipo (MCF-PVPH-411), è stato trovato in uno strato della Formazione Sierra Barrossa risalente al Coniaciano. L'olotipo è composto da uno scheletro e un teschio parziale, di un individuo immaturo. Gli elementi scheletrici recuperati per questo esemplare di Murusraptor includono un cranio parziale che consiste in una scatola cranica completa di frontali e parietali, osso lacrimale destro, prefrontale, postorbitale, quadrato, pterigoideo, epipterygoid e ectopterygoid, ben 31 denti, gli elementi posteriori della mascella inferiore destra, dodici vertebre della schiena, l'osso sacro e alcune vertebre della coda, undici costole toraciche, un unico arco haemal o l'osso Chevron, diverse gastralia, un terzo ungueale manuale, l'ileo completo sinistro, parte dell'ileo destro, l'estremità prossimali di entrambe le ossa del pube, estremità distali dell'ischio, la tibia destra e un calcagno.

## Paleopatologia
L'esemplare tipo di Murusraptor mostra gravi segni di infezioni in tutto il lato sinistro della sua scatola cranica. Due segni di denti, inflitte da un altro carnivoro, sono visibili davanti e sotto la cresta nucale. A causa delle infezioni, l'intero lato sinistro dell'occipitale, la parte posteriore della testa, è deformata. Anche alcune costole erano infette. Tuttavia, se ciò ha contribuito alla morte dell'animale rimane un mistero.